# Академический драматический театр имени В. Ф. Комиссаржевской
Академи́ческий драмати́ческий теа́тр им. В. Ф. Комиссарже́вской — драматический театр в Санкт-Петербурге, расположенный на Итальянской улице, дом 19, в торговом доме «Пассаж».
Был образован 18 октября 1942 года в блокадном Ленинграде как «Городской театр». С осени 1944 года назывался Ленинградским драматическим театром. В 1959 году театру было присвоено имя актрисы Веры Фёдоровны Комиссаржевской.

## История театра

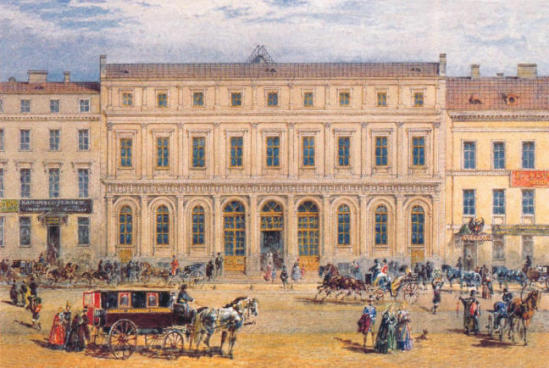
Василий Садовников. Пассаж в 1848 году.

### Театр в Пассаже
Идею построить на Невском проспекте торговое здание — пассаж — предложил коллежский советник граф Эссен-Стенбок-Фермор, Яков Иванович. Высочайшим императорским указом разрешение на строительство было получено, и в мае 1848 года по проекту архитектора Рудольфа Желязевича Невский проспект был соединен с Итальянской улицей крытой стеклом трёхъярусной галереей — Пассажем — который выходил на Итальянскую улицу рядом с пристроенным театральным залом.
В 1860-х годах в театральном зале проводились любительские спектакли, лекции и литературно-драматические вечера, где выступали писатели Александр Островский, Николай Некрасов, Иван Тургенев, Яков Полонский, Алексей Писемский, а также университетские профессора истории. В одной из постановок комедии Островского «Свои люди — сочтёмся» принимал участие сам драматург.

В 1901 году Пассаж был перестроен по проекту архитектора Сергея Сергеевича Козлова. Новые владельцы — Барятинские — поспособствовали возврату Пассажу статуса культурного центра. Вход в театр и кассовый вестибюль были реконструированы: теперь зрители попадали туда из торгового зала. Первыми на обновлённой сцене выступили актёры театра «Фарс».

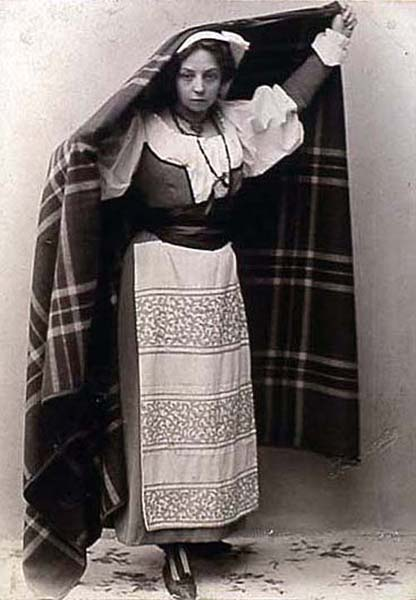
Вера Комиссаржевская в роли Норы в пьесе Г. Ибсена «Кукольный дом», 1904

В зрительном зале театра было сделано 900 мест в партере и на балконе. Стены зала были украшены коринфскими колоннами, падуги высокие, перекрытие расчленено на три панно лепными тягами. Для зрителей балкона перед залом сделали фойе с антресолью-кулуаром.
Витраж фойе выполнен в стиле модерн, падуги отсылают к переходному стилю от барокко к классицизму, ещё ряд деталей стилизован под барокко. Скульптурные элементы мало детализированы, архитектурные элементы крупные в масштабах помещений.

### Драматический театр Веры Комиссаржевской (1904—1906)
Вера Фёдоровна Комиссаржевская, покинув императорскую сцену Александринского театра, открыла в Пассаже собственный Драматический театр. Первый спектакль — трагедия Карла Гуцкова «Уриэль Акоста» — состоялся 15 сентября 1904 года, главную роль исполнил Павел Самойлов. А через два дня состоялась премьера пьесы «Кукольный дом» Генриха Ибсена с Верой Комиссаржевской в главной роли. В дальнейшем актриса сыграла также на сцене своего театра современных героинь из пьес Максима Горького, «знаньевцев» Евгения Чирикова и Сергея Найденова, Герхарта Гауптмана, Антона Чехова. В состав дирекции вошли режиссёры школы МХТ Н. Попов, И. Тихомиров, позже Николай Арбатов, актёр Казимир Бравич, Н. Красов.

### До революции (1906—1917)
После того как театр Веры Комиссаржевской переехал на Офицерскую улицу, в театральном зале Пассажа в 1908—1912 годах выступала гастролировавшая московская труппа Симона Сабурова, работавшая в жанрах фарса, лёгкой комедии, ревю.
С осени 1913 г. театр С. Ф. Сабурова надолго утвердился на сцене Пассажа, уже как постоянный петербургский театр.

### После революции (1917—1942)
С 1 марта 1932 г. стал филиалом Госдрамы, где играли свой репертуар ученики Л. С. Вивьена, вышедшие из Театра актёрского мастерства. Здесь пробовали себя в режиссуре Н. Бромлей, Н. Рашевская, Н. Симонов, В. Кожич.
В 1936 г. в Пассаж переезжает Театр-студия Сергея Радлова, позже (1939 г.) переименованный в Театр им. Ленинградского Совета. Открывал сезон (1 сентября 1936 г.) спектакль «Отелло» В. Шекспира, роль Дездемоны в котором сыграла Тамара Якобсон, позднее ставшая примадонной театра. В репертуар вошли спектакли «Как закалялась сталь» Н. Островского (Корчагин — Б. Смирнов, 1937), «Маленькие трагедии» (Донна Анна — Т. Якобсон), «Гамлет» (Офелия — Тамара Якобсон), «Ромео и Джульетта» (Джульетта — Тамара Якобсон), «Бесприданница».
С начала войны бригады актёров выезжали на фронт. На сцене репетировали комедию В. Дыховичного «Свадебное путешествие», «Эмилия Галотти». 3 декабря 1941 г. состоялась последняя премьера — «Дама с камелиями» (перевод А. Радловой, Готье — Т. Якобсон). Театр проработал до конца января 1942 г. и часть труппы была эвакуирована в Пятигорск. Но далеко не все артисты уехали в эвакуацию с Радловым. Галина Короткевич и другие остались в блокадном Ленинграде и продолжали работать в театре Пассаж и в фронтовых агитбригадах.

### Ленинградский Городской «Блокадный» театр (1941—1944)
С началом гитлеровской блокады с осени 1941 года в театральном зале Пассажа формировались небольшие группы артистов для участия в мобильных фронтовых агитбригадах, которые выезжали на машине, а иногда и добирались пешком в расположения воинских частей где давали концертные выступления для поддержки морального духа защитников города, и эта традиция продолжалась все годы войны. Наиболее активной участницей фронтовых агитбригад была Галина Короткевич и вместе с ней в составе фронтовых бригад работали другие артисты оставшиеся в блокадном Ленинграде.
18 октября 1942 года спектаклем по пьесе К. Симонова «Русские люди» в Ленинграде открылся новый театр — «Городской», который расположился в театральном зале Пассажа. Труппу «Городского театра» поначалу составили артисты блокадного Радиокомитета и Театра драмы им. Пушкина М. Петрова, М. Павликов, В. Стрешнева, А. Янкевский, П. Курзнер, М. Домашева, П. Андриевский, В. Ярмагаев, К. Миронов, Н. Левицкий, режиссёры И. Горин, И. Зонне. Театр возглавил С. Морщихин. В труппу вошли артисты Нового ТЮЗа и агитвзвода Дома Красной Армии. В труппу вошли артисты В. Честноков и А. Соколов.
Осенью 1944 года Городскому «Блокадному» театру было присвоено название Ленинградский драматический театр.

### Ленинградский драматический театр имени В. Ф. Комиссаржевской
В 1950-60-е годы в театре работали режиссёры В. Андрушкевич («Дон Хиль Зеленые штаны» Тирсо де Молины, совместно с З. Корогодским; «Чудак» Н. Хикмета, совместно Р. Сиротой), М. Сулимов («Иду на грозу» Д. Гранина, «Дети солнца» М. Горького, «Еще не вечер» В. Пановой.
Здесь начинали молодые режиссёры А. Белинский («Миллионерша» Б. Шоу), И. Владимиров («Время любить» Б. Ласкина). Становились актёрами молодые Эмилия Попова, Алиса Фрейндлих, Игорь Дмитриев. Блистали Иван Дмитриев, Галина Короткевич, Станислав Ландграф. Ставились спектакли по пьесам современных драматургов, таких, как А. Галич, Д. Гранин, И. Дворецкий, Э. Брагинский, Л. Зорин. Работали художники В. Рындин, А. Босулаев, М. Григорьев, Д. Лидер, О. Целков и др.
В 1959 году решением Министерства культуры СССР государственному театру было присвоено имя В. Ф. Комиссаржевской. Театр возглавил известный режиссёр и театральный педагог Мар Сулимов. Эти события ознаменовались постановкой спектакля «Дети солнца» по пьесе М. Горького. Спектакль был посвящён памяти Комиссаржевской.
В 1980 году государственному театру имени В. Ф. Комиссаржевской было присвоено звание — Академический.
С 1966 по 1991 годы, до самой смерти, театром руководил ученик Л. Вивьена Рубен Сергеевич Агамирзян (1912—1991). Его знаменитая постановка трилогии А. К. Толстого «Царь Федор Иоаннович», «Смерть Иоанна Грозного» и «Царь Борис» стала для театра таким же символом, как «Чайка» МХАТа.
С 1991 по 2024 годы художественным руководителем Санкт-Петербургского государственного академического драматического театра им. В. Ф. Комиссаржевской был Виктор Абрамович Новиков (1943—2024), работавший завлитом в эпоху Р. Агамирзяна. В 1998—2004 году в театре работал бутафором скульптор и кукольник Роман Шустров.
Для входа в театр и вестибюля отведён первый этаж примыкающего к «Пассажу» жилого дома (Итальянская улица, 21).

## История труппы театра
- Агамирзян, Рубен Сергеевич (1966—1991)
- Андерегг, Елена Фердинандовна (1956—1967)
- Андриевский, Пётр Ильич (1941—1945)
- Анисимов, Александр Александрович (1964—1969)
- Асмус, Ирина Павловна (1971—1975)
- Бабанова, Мария Ивановна (1956—1958)
- Боярский, Сергей Александрович (1945—1976)
- Боярский, Николай Александрович (1948—1982)
- Вивьен, Леонид Сергеевич
- Вольперт, Дора Моисеевна (1944—1991)
- Вонтов, Александр Борисович (1977—2024)
- Галибин, Александр Владимирович (1977—1980)
- Горин, Анатолий Александрович
- Грановская, Елена Маврикиевна
- Данилова, Наталья Юрьевна
- Дмитриев, Иван Петрович (1960—1972)
- Дмитриев, Игорь Борисович (1948—1966)
- Зон, Борис Вульфович
- Ильичёв, Виктор Григорьевич (1973—1975)
- Каменецкий, Ефим Александрович (1987—2021)
- Конопацкий, Иосиф Николаевич (1970—2000)
- Кожич, Владимир Платонович (1955—1957)
- Короткевич, Галина Петровна (1962—2021)
- Ландграф, Станислав Николаевич (1961—2006)
- Мелентьева, Екатерина Михайловна
- Мороз, Иван Иванович
- Морщихин, Сергей Александрович (1942—1947)
- Ниценко, Леонид Александрович (1974—2009)
- Особик, Владимир Васильевич (1966—1991)
- Петрова, Мария Григорьевна (1942—1960)
- Поначевный, Сергей Леонтьевич (1941—1986)
- Попова, Эмма Анатольевна (1953—1962)
- Радлов, Сергей Эрнестович (1938—1942)
- Сатини, Георгий Анатольевич (1949—1957)
- Сафонова, Елена Всеволодовна (1979—1981)
- Соколов, Александр Васильевич (1941—1948)
- Соколов, Борис Михайлович (1977—2022)
- Суслов, Валерий Степанович (1970—1985)
- Ургант, Андрей Львович (1977—1980)
- Ушман, Инна Михайловна (1975—1978)
- Фрейндлих, Алиса Бруновна (1957—1961)
- Храбров, Михаил Сергеевич (1972—1985)
- Худолеев, Анатолий Григорьевич (1976—2025)
- Чемберг, Валентина Ильинична (1950—1990)
- Честноков, Владимир Иванович (1947—1955)
- Чистяков, Виктор Иванович (1968—1972)
- Шелохонов, Пётр Илларионович (1973—1995)

## Современная труппа театра

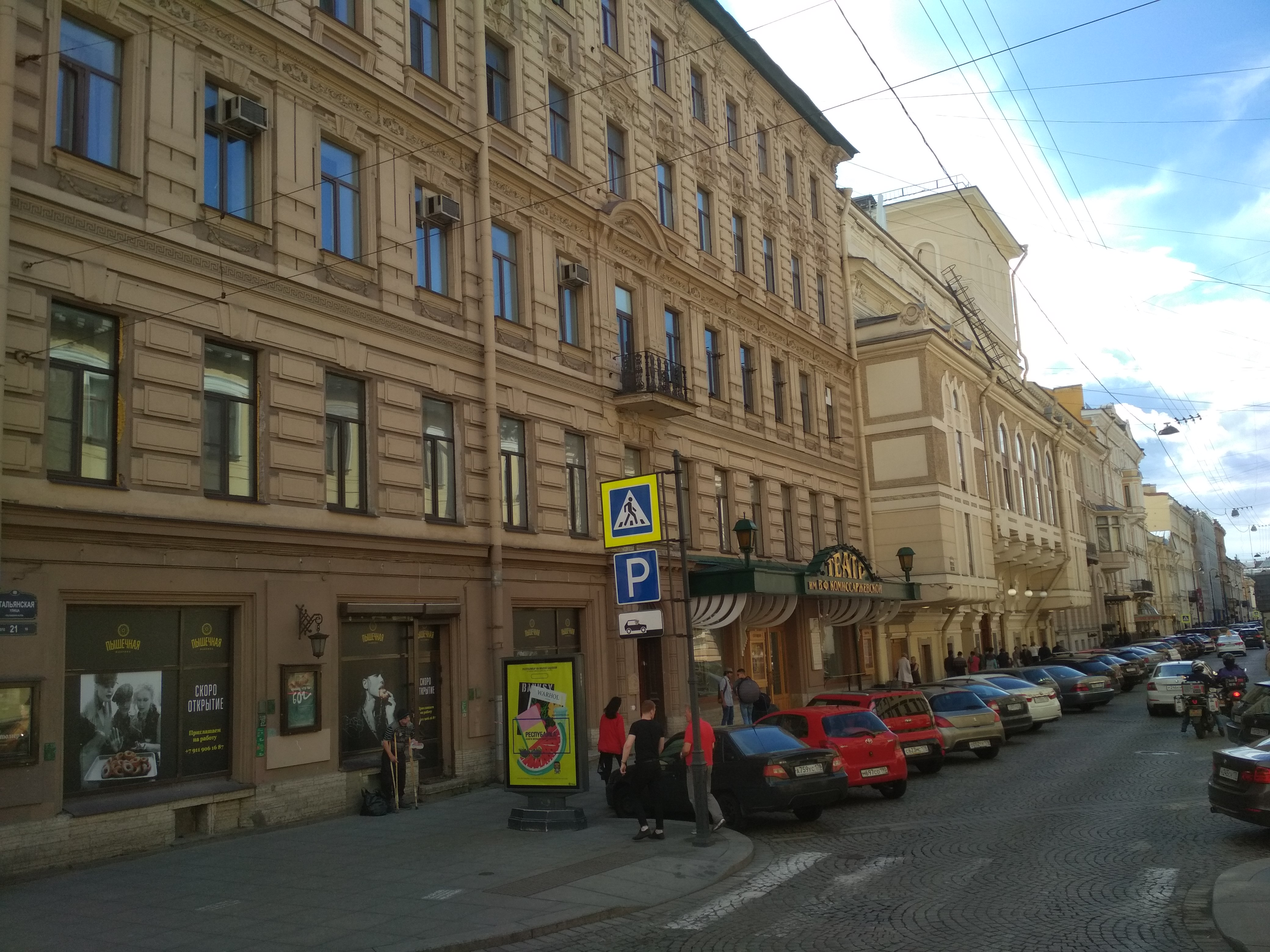
Театр в 2018 г.

- Абросимова, Тамара Михайловна
- Андреева, Елена Анатольевна
- Анциферова, Инна Викторовна
- Арикова, Ольга Альбертовна
- Бакулин, Егор Владимирович
- Белявская, Ольга Леонидовна
- Богданов, Владимир Аркадьевич
- Большаков, Александр Дмитриевич
- Большакова, София Александровна
- Бызгу, Сергей Дмитриевич
- Бычкова, Маргарита Геннадьевна
- Васильев, Иван Сергеевич
- Вартанян, Анна Михайловна
- Ганелин, Александр Евгеньевич
- Ганелин, Евгений Рафаилович
- Горин, Анатолий Александрович
- Гудеменко, Богдан Александрович
- Демидов, Константин Вячеславович
- Ершов, Юрий Николаевич
- Игумнова, Евгения Викторовна
- Иванов, Евгений Алексеевич
- Корольчук, Георгий Алексеевич
- Крылов, Владимир Владимирович
- Кузнецова Татьяна Борисовна
- Кузьмина, Кристина Алексеевна
- Мельникова, Анастасия Рюриковна
- Нилова, Елизавета Алексеевна
- Орлова, Наталья Михайловна
- Панина, Валентина Викторовна
- Попова, Неля Анатольевна
- Приходько, Родион Андреевич
- Пьянов, Денис Валерьевич
- Репецкая Варвара Сергеевна
- Самарина, Татьяна Владимировна
- Светлова Варвара Дмитриевна
- Симонова, Елена Вячеславовна
- Слижикова, Светлана Владимировна
- Сыдорук, Александра Ивановна
- Четверикова, Наталья Анатольевна

## Репертуар

### Постановки прошлых лет
- «Ванька-ключник и паж Жеан» Ф. Сологуба (1909)
- «Дон Сезар де Базан» А. д' Эннери и Ф. Дюмануара (перевод с французского Е. Аскинази и В. Голод). Режиссёр: Владимир Кожич. (1957)
- «Насмешливое моё счастье» Л. А. Малюгина (1968)
- «Если бы небо было зеркалом» Н. Думбадзе (1971)
- «Царь Фёдор Иоаннович» А. К. Толстого (1972)
- «Смерть Иоанна Грозного» А. К. Толстого (1976)
- «Царь Борис» А. К. Толстого (1978)
- «Романтика для взрослых» И. Зверева (1973)
- «Вызываются свидетели» Н. Думбадзе (1973)
- «Проходной балл» И. Рацер и А. Константинов (1974)
- «Продавец дождя» Н. Ричарда Нэша (1975)
- «Святая святых» И. П. Друцэ (1977)
- «Обвинительное заключение» Н. Думбадзе (1977)
- «Самый правдивый» Г. Горина (1977)
- «Возвращение на круги своя» И. Друце (1979)
- «Гнездо глухаря» В. Розова (1979)
- «Тема с вариациями» С. Алёшина (1980)
- «Дипломат» (1981)
- «Дни Турбиных» М. А. Булгакова (1983)
- «Полоумный Журден» М. А. Булгакова (1991)
- «Французские штучки» Ж.-Ж. Брикера и М. Ласега. Режиссёр: А. Исаков. Премьера 9 августа 1991
- «Босиком по парку» Нила Саймона. Режиссёр: А. Исаков (1993)
- «Антиквариат» А. Пуккемаа. Режиссёр: А. Исаков (1993)
- «Мистификатор» И. Гаручавы и П. Хотяновского. Режиссёр: А. Исаков. Премьера 14 января 1999
- «Вор в раю» Эдуардо Де Филиппо Режиссёр: Андрей Горбатый. Премьера 27 февраля 2001
- «Шут Балакирев» Г. Горин Режиссёр: Эдуард Кочергин. Премьера 23 мая 2001
- «Лето и дым» по пьесе Теннесси Уильямса. Режиссёр: Александр Бельский. Премьера 28 июня 2005
- «Последний герой» по пьесе Александра Марданя. Режиссёр: Георгий Корольчук. Премьера 15 июня 2006
- «Комедиант» по пьесе Джона Осборна. Режиссёр: Александр Бельский (2007)

### Текущий репертуар
- 1996 — «Бульварная история» Альдо Николаи Режиссёр Валерий Гришко
- 1998 — «Буря» У. Шекспира Режиссёр: Александр Морфов
- 2000 — «Утоли моя печали…» С. Буранова. Режиссёр Георгий Корольчук. Премьера 8 июня 2000
- 2003 — «…О жизни, смерти и любви» спектакль-монолог по рассказам И. Бунина «Холодная осень», А. Чехова «Рассказ г-жи NN», Н. Лескова «Тупейный художник». Режиссёр Т. Насиров. Премьера 3 января 2003
- 2004 — «Дон Жуан» по мотивам пьесы Ж.-Б. Мольера. Режиссёр Александр Морфов. Премьера 30 января 2004
- 2004 — «Безымянная звезда» М. Себастьяна Режиссёр В. Фильштинский. Премьера — 21 июня 2004
- 2005 — «Ваал» Б. Брехта. Режиссёр: Александр Морфов. Премьера 14 марта 2005
- 2005 — «Тише, афиняне!» Режиссёр Георгий Корольчук. Премьера 6 декабря 2005
- 2007 — «Двенадцать месяцев» С. Маршака. Режиссёр Тамара Абросимова. Премьера 24 марта 2007
- 2007 — «Сон в летнюю ночь» Шекспира Режиссёр: Александр Морфов. Премьера 3 апреля 2007
- 2008 — «Шесть блюд из одной курицы» Г. Слуцки. Режиссёр В. Гришко. Премьера 23 декабря 2008
- 2008 — «Живой товар» по произведениям А. Чехова. Режиссёр И. Коняев. Премьера 15 марта 2008
- 2008 — «Любовник» Г. Пинтера. Режиссёр Л. Георгиевски. Премьера 27 марта 2008 г.
- 2009 — «Мыльные ангелы» по мотивам пьесы Э. Кинтеро «Тощий приз». Режиссёр А. Морфов. Премьера 20 сентября 2009
- 2010 — «Доходное место» А. Островского. Режиссёр И. Коняев. Премьера 5 марта 2010
- 2010 — «Сиротливый Запад» М. Макдонаха. Режиссёр В. Крамер. Премьера 20 апреля 2010
- 2010 — «Страсти по дивану» М. Тульчинской. Режиссёр Георгий Корольчук. Премьера 22 мая 2010
- 2011 — «Любящий тебя Достоевский» И. Латышева по письмам Ф. Достоевского и А. Достоевской. Режиссёр И. Латышев. Премьера 13 апреля 2011
- 2011 — «Эрос» П. Когоута. Режиссёр И. Коняев. Премьера 17 сентября 2011
- 2011 — «Невольницы» А. Островского. Режиссёр Г. Корольчук. Премьера 4 ноября 2011
- 2013 — «Ночь Гельвера» И. Вилквиста. Режиссёр А. Баргман. Премьера 19 января 2013
- 2013 — «Тюркаре» А.-Р. Лесажа. Режиссёр — И. Коняев. Премьера 17 марта 2013
- 2013 — «Шизгара» по роману Ю. Вознесенской «Женский Декамерон». Режиссёр Р. Смирнов. Премьера 21 декабря 2013
- 2014 — «Опасные связи», пьеса К. Хэмптона по роману Ш. де Лакло. Режиссёр Д. Пройковски. Премьера 12 апреля 2014
- 2014 — «Графоман» по произведениям А. Володина. Режиссёр А. Баргман. Премьера 22 мая 2014
- 2014 — «Прошлым летом в Чулимске» А. Вампилова. Режиссёр С. Афанасьев. Премьера 6 декабря 2014
- 2015 — «Театр» по мотивам одноимённого романа С. Моэма. Режиссёр М. Бычкова. Премьера 12 апреля 2015
- 2015 — «Бесконечный апрель» Я. Пулинович. Режиссёр И. Латышев. Премьера 3 июня 2015
- 2022 — «Барон Мюнхгаузен» по мотивам сценария Г. Горина. Режиссёр Р. Габриа. Премьера 2 декабря 2022